# Begonia incarnata
Begonia incarnata là một loài thực vật có hoa trong họ Thu hải đường. Loài này được Link & Otto mô tả khoa học đầu tiên năm 1828.

## Hình ảnh

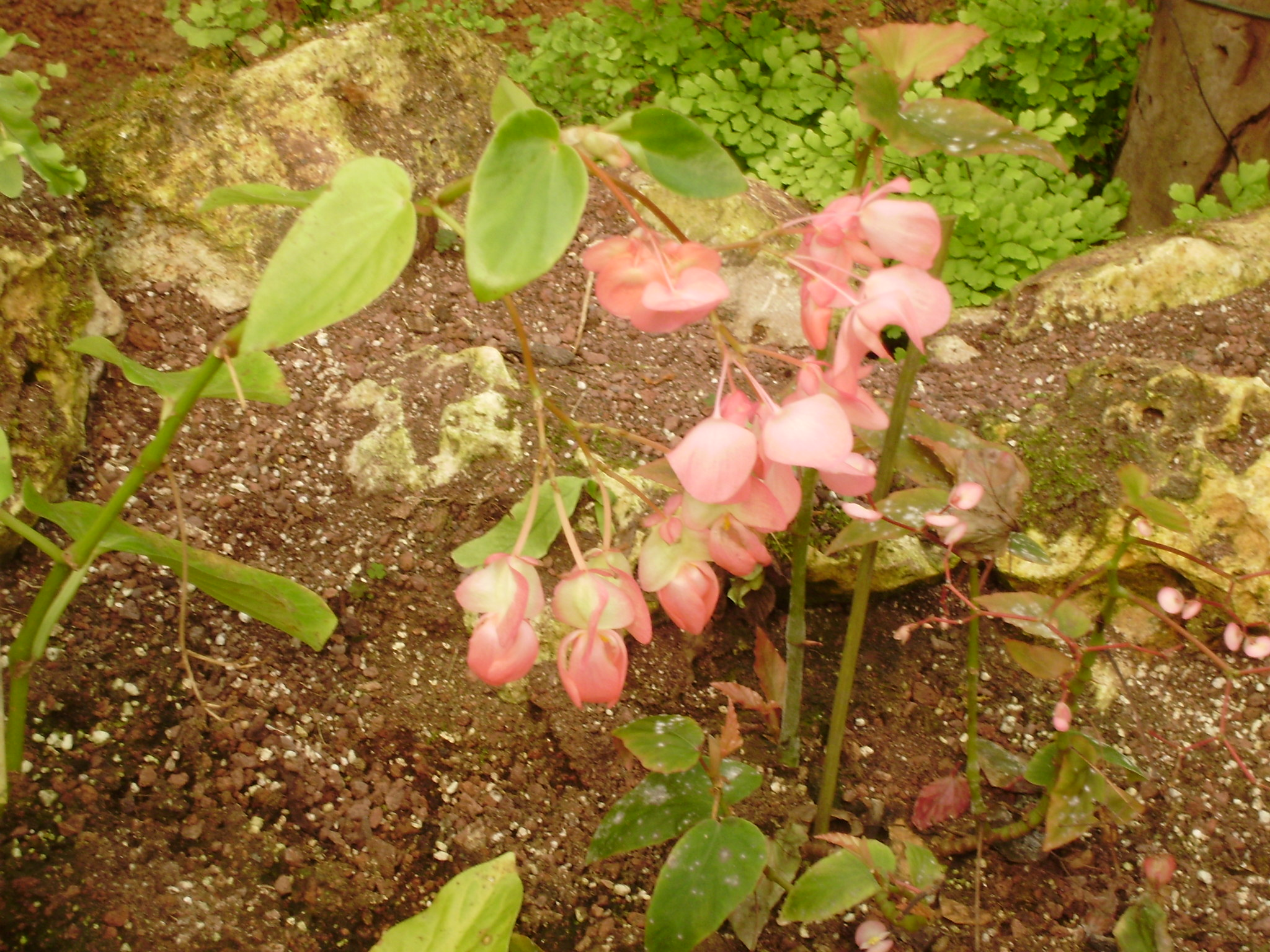
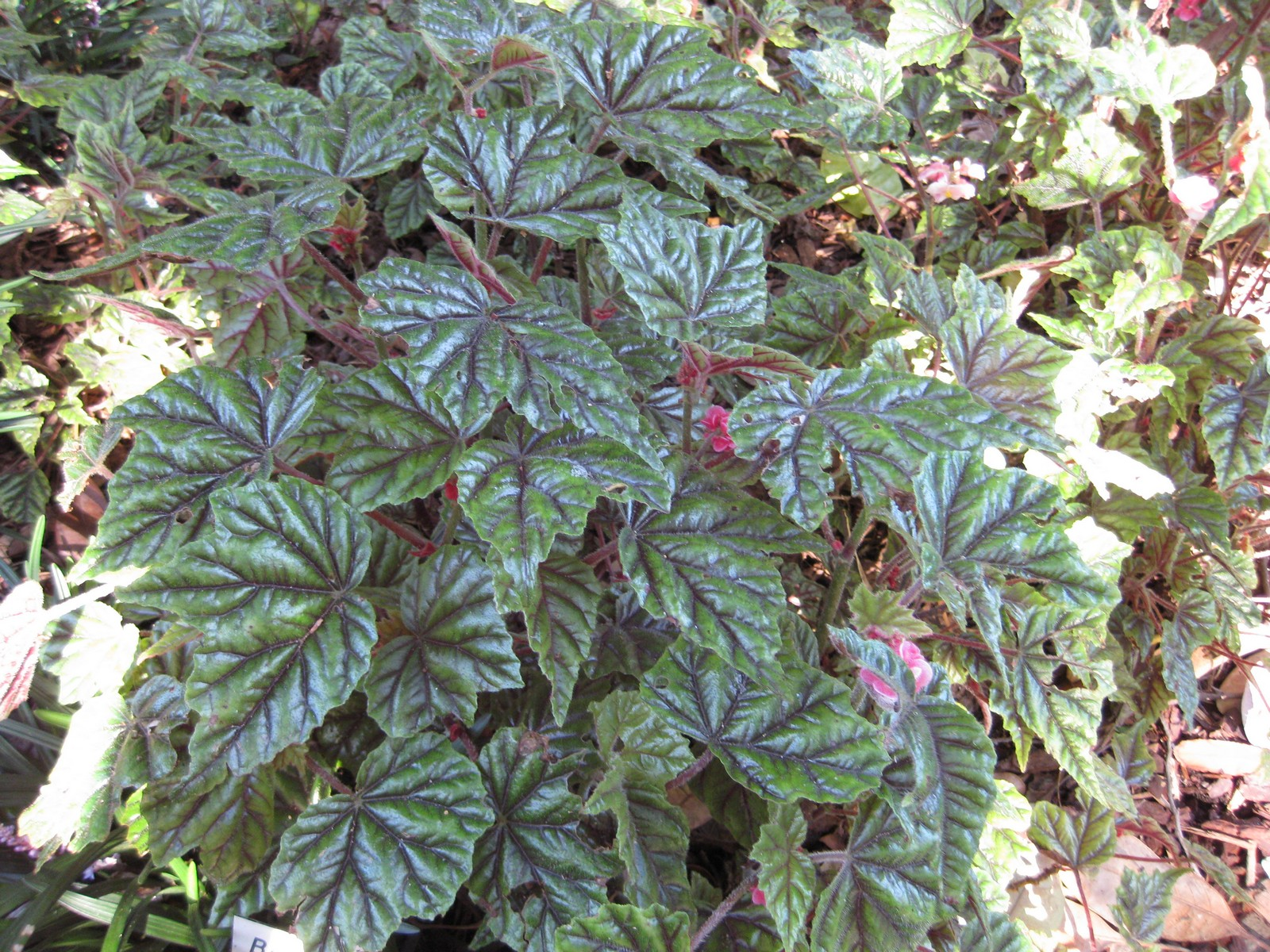
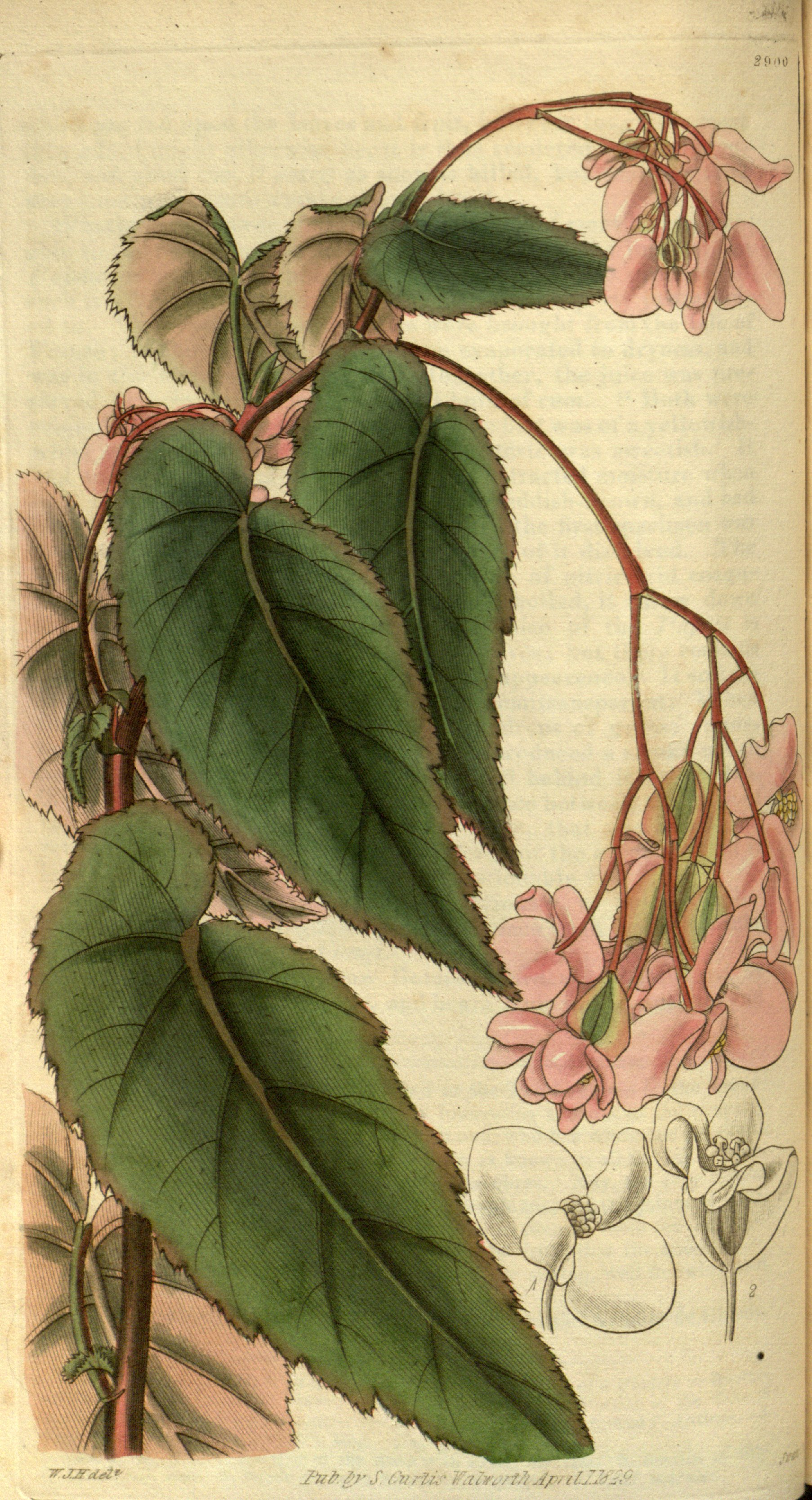
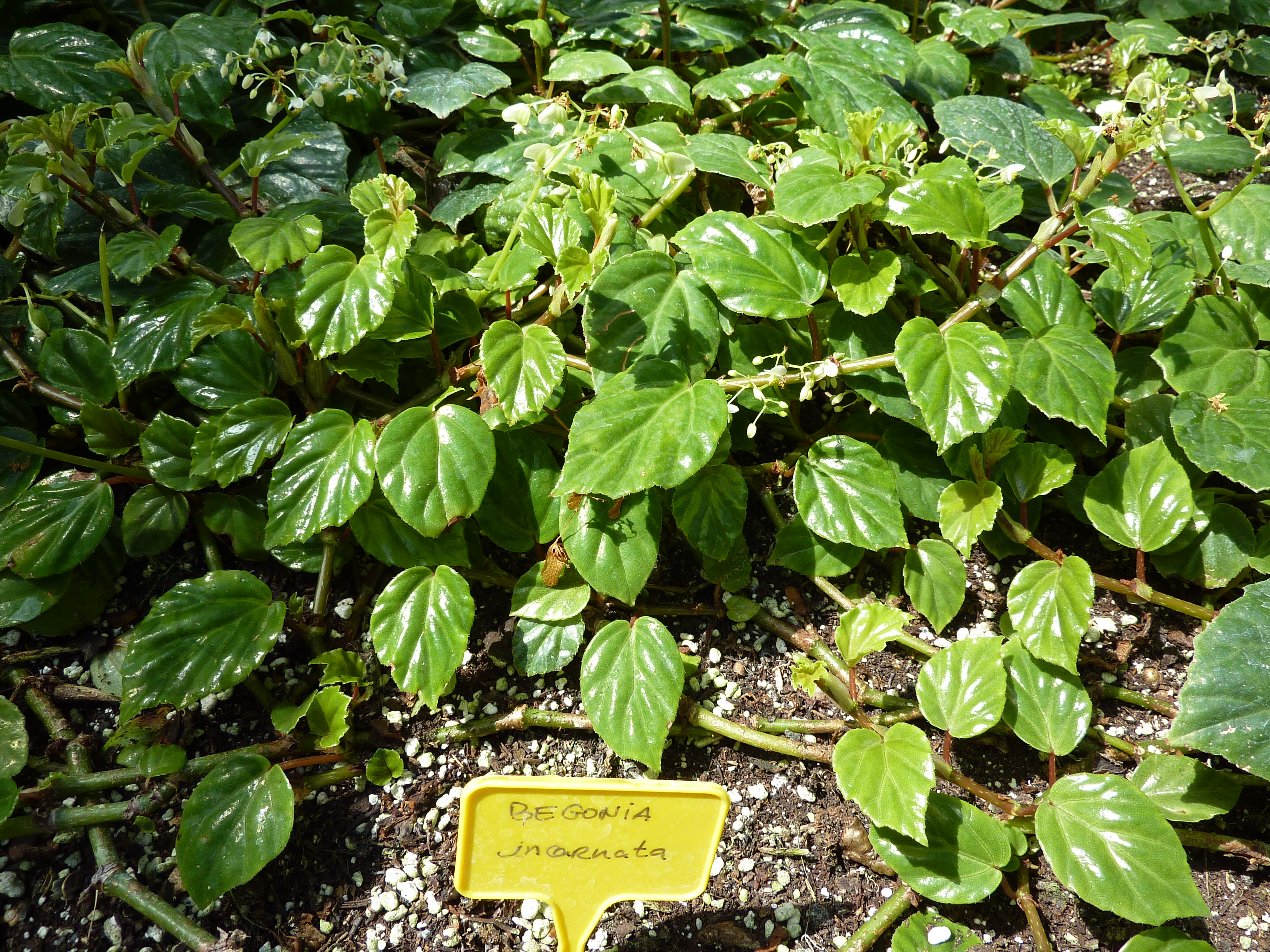